# Leptoneta proserpina
Leptoneta proserpina är en spindelart som beskrevs av Simon 1907. Leptoneta proserpina ingår i släktet Leptoneta och familjen Leptonetidae.
Artens utbredningsområde är Frankrike. Inga underarter finns listade i Catalogue of Life.